# 愛知揆一
愛知揆一（日語：愛知 揆一/あいち きいち，1907年10月10日—1973年11月23日），日本政治家，初為參議員、後為眾議員。曾先後擔任大藏大臣、外務大臣、內閣官房長官、文部大臣兼科學技術廳長官等職。
在外務大臣任內與美國交涉沖繩問題，雙方最終在1972年簽署沖繩返還協定，使沖繩回歸日本。